# Herfst-rietboorder
De herfst-rietboorder (Rhizedra lutosa) is een nachtvlinder uit de familie Noctuidae, de uilen. De voorvleugellengte bedraagt tussen de 16 en 23 millimeter. De soort komt verspreid over Europa voor. Hij overwintert als ei.

## Waardplanten
De herfst-rietboorder heeft soorten riet als waardplanten.

## Voorkomen in Nederland en België
De herfst-rietboorder is in Nederland en België een algemene soort, die verspreid over het hele gebied kan worden gezien. De vlinder kent één generatie die vliegt van eind juli tot en met november.